# Konami Bemani PC
Konami Bemani PC o simplemente Bemani PC, es una placa de arcade creada por Konami el 2003 destinada a los salones arcade. 

## Descripción
Ya que básicamente es un PC dentro de un mueble arcade, la configuración depende mucho del juego que albergue, aunque lo menos que ha tenido es un Intel Celeron como procesador (de la generación del Pentium 4) y también hay configuraciones con procesador AMD, y configuraciones con procesador Intel Core. Al principio, se usaba con Beatmania IIDX, pero desde Type 3, se utilizó con los otros juegos de la oficina Bemani.

## Especificaciones técnicas
Son varias configuraciones. El procesador puede ser Intel o AMD, la tarjeta de sonido por lo general proviene de la marca Realtek, el sistema operativo antiguamente es Windows XP Embedded, pero fue remplazado por sistemas como Windows 7 Embedded en ciertos modelos o Windows 10 en modelos Arespear, la tarjeta de video puede ser nVidia o ATI/AMD e incluye puertos USB que va unido a los controles.
La siguiente tabla se muestra estas especificaciones:
| Modelo                      | CPU                   | RAM            | GPU                                   | Audio           | HDD/SSD                        | Sistema                                                                                               | E/S                                     |
| --------------------------- | --------------------- | -------------- | ------------------------------------- | --------------- | ------------------------------ | --- | --------------------------------------- |
| Type 1                      | Pentium 4 2.4Ghz      | DDR2100 256MB  | NVIDIA GeForce4 MX 440 AGP 8X         | Realtek AC'97   | IDE HDD 40GB / 60GB            | WindowsXP Embedded                                                                                    | I/O Control PCB (USB 1.1) (FPGA device) |
| Type 2                      | Pentium 4 2.5Ghz      | DDR2700 512MB  | ATI Radeon X1300 AGP 8X               | Realtek HD      | SATA HDD 80GB 3.5"             | WindowsXP Embedded                                                                                    | I/O Control PCB (USB 2.0) (FPGA device) |
| Type 3 variante A           | Celeron M370 1.5Ghz   | DDR2700 512MB  | Onboard ATI Family Graphics           | Realtek AC'97   | SATA HDD 40GB 2.5"             | WindowsXP Embedded                                                                                    | I/O Control PCB (USB 2.0)               |
| Type 3 variante B           | Celeron M370 1.5Ghz   | DDR2700 512MB  | ATI Radeon 9600XT                     | Realtek AC'97   | SATA HDD 80GB 3.5"             | WindowsXP Embedded                                                                                    | I/O Control PCB (USB 2.0)               |
| Type 3 variante C           | Celeron M 1.5Ghz      | DDR2700 256MB  | ATI Radeon E4690 MXM                  | Realtek AC'97   | SATA HDD 80GB/250GB 3.5"       | WindowsXP Embedded                                                                                    | I/O Control PCB (USB 2.0)               |
| Type 4 (Sound Voltex GEN 1) | Celeron M 440 1.86GHz | DDR2 533 2GB   | ATI Radeon HD 2400                    | Realtek HD      | Intel SSD 320 Series 80GB      | WindowsXP Embedded                                                                                    | I/O Control PCB (USB 2.0)               |
| Type 4 (otras)              | AMD Athlon X2 4400+   | DDR2 4200 1GB  | ATI Radeon HD                         | Realtek HD      | SATA HDD 320GB 3.5"            | WindowsXP Embedded                                                                                    | I/O Control PCB (USB 2.0)               |
| Type 5                      | Celeron M440 1.86GHz  | DDR2 4200 2GB  | ATI Radeon HD 2400                    | Realtek HD      | Intel 320 Serie SATA2 SSD 80GB | WindowsXP Embedded / Windows 7 Embedded                                                               | I/O Control PCB (USB)                   |
| ADE-704A                    | Celeron B810 1.6GHz   | ?              | AMD Radeon E4690 MXM                  | ?               | SATA2 SSD 40GB                 | WindowsXP Embedded / Windows 7 Embedded                                                               | I/O Control PCB (USB)                   |
| HD8400E (múseca)            | AMD GX-420CA          | DDR3 4GB       | AMD Radeon HD8400E                    | Realtek HD      | SSD innodisk 3ME2 mSATA 64GB   | WindowsXP Embedded                                                                                    | I/O Control PCB (USB 2.0)               |
| Type 8 (Sound Voltex GEN 2) | Celeron 1020E 2.2Ghz  | DDR3 2GB       | AMD Radeon E6760                      | Realtek HD      | WDC WD3200LPCX HDD 320GB       | WindowsXP Embedded                                                                                    | I/O Control PCB (USB 2.0)               |
| ADE-6291                    | AMD RX-421BD 2.1Ghz   | DDR2 4200 4GB  | AMD R7                                | Realtek HD      | Toshiba 64GB SSD               | Windows 7 Embedded                                                                                    | I/O Control PCB (USB)                   |
| X10SLQ                      | Core i3-4330 3.5GHz   | DDR3 12800 8GB | GeForce GTX 1050 2GB                  | Realtek ALC888S | WDC WD3200LPCX HDD 320GB       | Windows 7 Embedded                                                                                    | I/O Control PCB (USB)                   |
| Arespear C300               | Core i5-9400F 2.9GHz  | DDR4 2666 8GB  | GeForce GTX 1650 1530MHz 4GB          | ASUS XONAR AE   | 512 GB SSD PCIe NVME           | Arcades: - Windows 7 Embedded - Windows 8 Embedded - Windows 10 IoT PC de escritorio: Windows 10 Home | I/O Control PCB (USB 3.0)               |
| GELDJ-JX                    | Core i5-9500E 3GHz    | DDR4 2666 8GB  | MSI GeForce GTX 1650 D6 AERO 1TX J OC | ASUS XONAR AE   | 256 GB SSD PCIe NVME           | Windows 10 IoT                                                                                        | I/O Control PCB (USB 3.0)               |

## Lista de videojuegos

### Type 1
Esta versión es exclusiva para beatmania IIDX.
- Beatmania IIDX 9th Style
- Beatmania IIDX 10th Style
- Beatmania IIDX 11 RED
- Beatmania IIDX 12 Happy Sky
- Beatmania IIDX 13 Distorted

### Type 2
Esta versión es exclusiva para beatmania IIDX.
- Beatmania IIDX 14 Gold
- Beatmania IIDX 15 DJ Troopers
- Beatmania IIDX 16 Empress
- Beatmania IIDX 17 Sirius
- Beatmania IIDX 18 Resort Anthem
- Beatmania IIDX 19 Lince

### Type 3
Esta versión se dividió en 3 variantes: la primera para pop'n music, la segunda para GITADORA y la tercera para jubeat.

#### Variante 1
Toda la línea pop'n music desde Adventure

#### Variante 2
- Drum Mania V4 Rock X Rock
- Drum Mania V5 Rock Infinity
- Drum Mania V6 BLAZING
- Guitar Freaks V4 Rock X Rock
- Guitar Freaks V5 Rock Infinity
- Guitar Freaks V6 BLAZING

#### Variante 3
Toda la línea Jubeat hasta copius append

### Type 4
Esta versión no incluye a beatmania IIDX, a pop'n music ni a jubeat.
- Dance Dance Revolution X
- DanceDanceRevolution X2
- DanceDanceRevolution X3 vs. 2ndMIX
- Dance Dance Revolution (2013 y 2014) (cabinas Supernova2 y X con Windows XP)
- Dance Dance Revolution A (cabinas Supernova2 y X con Windows XP)
- Dance Dance Revolution A20 (PLUS) (cabinas Supernova2 y X con Windows XP)
- Dance Dance Revolution A3 (cabinas Supernova2 y X con Windows XP, solo versiones tempranas)
- Drum Mania XG
- Drum Mania XG 2
- Drum Mania XG 3
- Guitar Freaks XG
- Guitar Freaks XG 2
- Guitar Freaks XG 3
- Series de juegos REFLEC BEAT.
- Miraigakki V1 y V2
- SOUND VOLTEX BOOTH[3]
- SOUND VOLTEX II -infinite infection- (Gen 1)[3]
- SOUND VOLTEX III -GRAVITY WARS- (Gen 1)[3]
- SOUND VOLTEX IV -HEAVENLY HAVEN- (Gen 1)[3]

### Type 5
- Dance Dance Revolution (2013 y 2014) (cabinas blancas con Windows XP)
- Dance Dance Revolution A (cabinas blancas con Windows XP y cabinas Supernova2 y X con Windows 7)
- Dance Dance Revolution A20 (PLUS) (cabinas blancas con Windows XP y cabinas Supernova2 y X con Windows 7)
- Dance Dance Revolution A3 (cabinas Supernova2 con Windows 7, solo versiones tempranas, cabinas blancas con Windows XP y cabinas X con Windows 7)
- pop'n music desde Sunny Park (solo máquinas HD de primera generación)

### ADE-704A
Conocida como Type 6 y no oficialmente como Type 5.
- Beatmania IIDX 20 Tricoro
- Beatmania IIDX 21 Spada
- Beatmania IIDX 22 Pendual
- Beatmania IIDX 23 COPULA
- Beatmania IIDX 24 SINOBUZ
- Toda la línea jubeat desde saucer
- Toda la línea REFLEC BEAT desde Groovin'.
- GITADORA desde v1.0
- Dance Evolution ARCADE
- BeatStream v1 y AnimTribe
- Nostalgia (Forte)
- Nostalgia Op.2
- Nostalgia Op.3 (cabinas de 2 pantallas)
- Dance Dance Revolution A (Cabinas blancas con Windows 7)
- Dance Dance Revolution A20 (PLUS) (Cabinas blancas con Windows 7)
- Dance Dance Revolution A3 (Cabinas blancas con Windows 7)
- pop'n music desde éclale (solo máquinas HD)

### HD8400E
Solo Múseca v1 y 1+1/2

### Type 8
- SOUND VOLTEX II -infinite infection- (Gen 2)
- SOUND VOLTEX III -GRAVITY WARS- (Gen 2)
- SOUND VOLTEX IV -HEAVENLY HAVEN- (Gen 2)

### ADE-6291
Conocida no oficialmente como Type 7. Juegos anteriores que tienen placas que fallaron (como consecuencia de una falla técnica o un ataque de malware, por ejemplo), pueden reemplazarse por este modelo de placa arcade.
- Beatmania IIDX 25 Cannon Ballers
- Beatmania IIDX 26 ROOTAGE
- Beatmania IIDX 27 Heroic Verse (Cabinas standard)
- Beatmania IIDX 28 BISTROVER (Cabinas standard)
- Beatmania IIDX 29 CastHour (Cabinas standard)
- Beatmania IIDX 30 RESIDENT (Cabinas standard)
- Dance Dance Revolution A20 (PLUS) (20th Anniversary Model y todas las cabinas con Windows 10 y 11)
- Dance Dance Revolution A3 (Cabinas Supernova2 con Windows 10 y 11, solo versiones tempranas, 20th Anniversary Model con Windows 10 y el resto con Windows 10 y 11)
- Nostalgia Op.3 (cabinas de una pantalla)
- DANCERUSH STARDOM

### X10SLQ
- SOUND VOLTEX Vivid Wave (Gen 1 y 2)
- SOUND VOLTEX Exceed Gear (Gen 1, solo versiones tempranas japonesas, y Gen 2)

### ARESPEAR C300
Esta es la única placa arcade que también estuvo al público general como PC de escritorio. Los otros modelos no mencionados son C700 y C700+, en el cual incluye un disco duro de al menos 1 TB.
- Beatmania IIDX 27 Heroic Verse (Cabinas Lightning Model)
- Beatmania IIDX 28 BISTROVER (Cabinas Lightning Model)
- Beatmania IIDX 29 CastHour (Cabinas Lightning Model)
- Beatmania IIDX 30 RESIDENT (Cabinas Lightning Model)
- Beatmania IIDX 31 EPOLIS (Cabinas Lightning Model)
- Dance Dance Revolution A3 (20th Anniversary Model con Windows 11)
- SOUND VOLTEX desde Exceed Gear (Cabinas Valkyrie Model)
- Dance aRound

### GELDJ-JX
Esta versión es exclusiva para beatmania IIDX, y puede reemplazarse por KX en versiones coreanas de la placa o AX en las versiones asiáticas.
- Beatmania IIDX 30 RESIDENT (Cabinas estándar)
- Beatmania IIDX 31 EPOLIS (Cabinas estándar)